# Malta na zimowych igrzyskach olimpijskich
Malta na zimowych igrzyskach olimpijskich startowała do chwili obecnej raz podczas Zimowych Igrzysk Olimpijskich 2014. Wtedy ten kraj reprezentowała jedna zawodniczka, Elise Pellegrin, która startowała w konkurencjach narciarstwa alpejskiego. 

## Liczba zawodników na poszczególnych igrzyskach
| Rok i miejsce | Zawodnicy | Zawodniczki | Razem |
| ------------- | --------- | ----------- | ----- |
| 2014, Soczi   | -         | 1           | 1     |

## Wyniki
| Rok i miejsce | Zawodnik        | Dyscyplina            | Konkurencja   | Wynik   | Wynik   |
| Rok i miejsce | Zawodnik        | Dyscyplina            | Konkurencja   | Czas    | Miejsce |
| ------------- | --------------- | --------------------- | ------------- | ------- | ------- |
| 2014, Soczi   | Élise Pellegrin | narciarstwo alpejskie | slalom gigant | 3:13.12 | 65.     |
| 2014, Soczi   | Élise Pellegrin | narciarstwo alpejskie | slalom        | 2:09.83 | 42.     |